# Bleickersdorf
Bleickersdorf ist ein Weiler mit 21 Einwohnern der Gemeinde Malgersdorf im niederbayerischen Landkreis Rottal-Inn.

## Geografie und Verkehrsanbindung
Bleickersdorf ist über die PAN 35 „Haberskirchener Straße“ und die PAN 50 an das bayrische Straßennetz angeschlossen.
Nördlich von Bleickersdorf verläuft der Kollbach.